# Convento de San Juan Bautista (Zarauz)
El convento franciscano de San Juan Bautista está situado en la localidad guipuzcoana de Zarauz (España). En su interior alberga una importante biblioteca.
La iglesia es de estilo neoclásico. El edificio fue fundado por Juan de Manzisidor, natural de la localidad, secretario y consejero del rey Felipe III.
Siete años después lo ocuparían la hermandad de los franciscanos. 
Fue utilizado como hospital y almacén por los franceses durante la guerra de la Convención quienes posteriormente lo saquearon llevándose una gran cantidad de reliquias traídas desde Flandes por su fundador.
En 1828 uno de los retablos, diseñado por Ruiz de Larrinaga. El conjunto está formado por la Iglesia, Convento y Colegio. La primera tiene una planta de cruz latina con los brazos del crucero cortos y anchos. Las tres naves están cubiertas con bóvedas de arista excepto en el centro del crucero que se cubre con bóveda vaída. La nave principal es más ancha y larga que las laterales que quedan divididas por grandes pilares rectangulares de distintos tamaños. Las numerosas reformas realizadas hace que sea un conjunto complejo de difícil adscripción estilística.
Destaca el tríptico flamenco firmado por Antonio Blocklandt en 1577 que se representa lo siguiente
- Parte izquierda: las Pascuas de Natividad
- Parte central: Pentecostés
- Parte derecha: Resurrección

En 1830 fue reformado y en 1959 se amplía la nave de la iglesia con la anexión de una ala del claustro y del patio y se construyó la fachada actual.